# I. Róbert namuri gróf
 Róbert namuri gróf (920/25 – 981 előtt) középkori frank nemesúr, a Német-római Birodalomhoz tartozó Lotaringiai Hercegség területén fekvő Namuri Grófság hűbérura volt.

## Élete
Róbert feltehetően az előző gróf, Berengár fia vagy leszármazottja volt, a kettejük között uralkodó grófról nem maradt fenn semmilyen adat. Róbert születési idejére vonatkozóan sem  maradt fenn adat, de nagykorúságát 946-ban már elérte, amikor egy június 2-i keltezésű oklevél megemlíti, hogy "Rotbertus comes" Melin faluban fekvő villáját, amely saját grófságának területén feküdt ("in comitatu meo"), Waulsort apátságának adományozta. Az Europäische Stammtafeln szerint Róbert Berengár fia volt, de ezt csak egyetlen utalás támasztja alá: a "Vita Gerardi Abbatis Broniense" feljegyzése szerint Berengár gróf a namuri kastélyban lakott ("comes Berengarius Nammucensi castro præsidebat"), amely utódainak is lakhelye volt ("cuius stirpis posteritas ibidem hactenus perstat"). Az utalás azonban értelmezhető nemcsak apa-fia, hanem annál távolabbi rokonság viszonyában is, elképzelhető, hogy Róbert Berengár unokája volt, esetleg Berengár lányának fia. Utóbbit megerősíti a családi kronológia is: Róbert fia, Giselbert kb. 955-960 körül született, vagyis apja kb. 920/25 körül született (és már elérte a nagykorúságot a 946-os oklevél idejére). Berengár születési idejét 875/885-re adják meg, vagyis 900 körül már megszületett az elsőszülöttje, akinek a leszármazottja Róbert.
Róbert második gyermekét Giselbertnek keresztelték, ami szintén családi kapcsolatot sugall Berengárral, aki Giselbert lotaringiai herceg nővérét vette feleségül (viszont Róbert gyermekei közül egyet sem neveztek Berengárnak). Róbert származására vonatkozó adatot közöl még a "Gesta Abbatum Gemblacensium", amely feljegyzi, hogy "Rotbertus…comes Namucensis" volt a leghatalmasabb Wicbert fiai közül ("cæteri fratres et nepotes pii patris nostri [Wicperti]"). Amennyiben ez igaz, akkor Róbert anyai nagyanyja Osburga volt, akinek első férjével kötött házasságából származik Szt. Wicbert.
Flodoard Annales-e feljegyzi, hogy 960-ban Róbert gróf megerősítette a namuri kastélyt ("Namuurum castrum") ellensége, Brúnó kölni érsek támadására készülve. Brúnó mellesleg lotaringiai herceg és Madarász Henrik német király fia volt.

## Családja és leszármazottai
Róbert feleségére vonatkozóan nem maradt fenn információ, de egyes vélemények szerint Liutgarde, Adalbert van Metz gróf lánya lehetett. Róbertnek és feleségének 5 gyermeke született:
- Albert (? – 1011 előtt), aki később apja örököse lett I. Albert néven. Albert, Giselbert és Ratbod nevét egy 981-re keltezett oklevél említi.[6]
- Giselbert (955/960 – ?) Giselbert születési dátuma pontosan nem ismert, de a "Gesta Abbatum Lobiensium" feljegyzi, hogy "Gislabertus, ex quatuor comitis Roberti filiis unus" elkísérte Mathilda grófnőt a lobbesi apátságba. A bejegyzés pontos dátuma nem ismert, de egy 974-re datált esemény után következik. A születési évre vonatkozó becslés arra alapul, hogy a lobbesi látogatás idején Giselbert 15-20 éves lehetett.[7]
- Ratbod (Róbert?) (? – ?)
- fiúgyermek (? – 981) A neve nem maradt fenn, de a "Gesta Abbatum Lobiensium" megemlíti, hogy Róbertnek négy fia született ("…ex quatuor comitis Roberti filiis unus"). Feltehetően 981-ben meghalt, mert egy korabeli oklevél csak három bátyját említi.
- Liutgarde Léon Vanderkindere belga történész feltételezi, hogy II. Arnulf cambrai gróf felesége azonos lehetett Róbert lányával, mivel a pár egyik fiúgyermekét Róbertnek nevezték el, továbbá Arnulf feleségének birtokai voltak Hanret és Darnau pagusokban, amely Namur területei közé tartozott.[8]